# Jules Henriet
Jules Pierre Henriet (ur. 13 lutego 1918 w Gosselies – zm. 27 listopada 1997) – belgijski piłkarz grający na pozycji obrońcy. Był reprezentantem Belgii.

## Kariera klubowa
Swoją karierę piłkarską Henriet rozpoczął w klubie CS Schaerbeek, w którym zadebiutował w 1936 roku. W 1938 roku odszedł do Royalu Charleroi. Występował w nim do 1956 roku. Wtedy też przeszedł do RAEC Mons, w którym grał do końca swojej kariery, czyli do 1958 roku.
| Sezon   | Klub            | Kraj   | Rozgrywki          | Mecze | Gole |
| ------- | --------------- | ------ | ------------------ | ----- | ---- |
| 1936/37 | CS Schaerbeek   | Belgia | Division 1         | 23    | 6    |
| 1937/38 | CS Schaerbeek   | Belgia | Division 1         | 26    | 9    |
| 1938/39 | Royal Charleroi | Belgia | Division 1         | 21    | 4    |
| 1939/40 | Royal Charleroi | Belgia | Division 1         | 14    | 0    |
| 1940/41 | Royal Charleroi | Belgia | Division 1         | 12    | 0    |
| 1941/42 | Royal Charleroi | Belgia | Division 1         | ?     | ?    |
| 1942/43 | Royal Charleroi | Belgia | Division 1         | ?     | ?    |
| 1943/44 | Royal Charleroi | Belgia | Division 1         | ?     | ?    |
| 1944/45 | Royal Charleroi | Belgia | Division 1         | ?     | ?    |
| 1945/46 | Royal Charleroi | Belgia | Division 1         | 29    | 1    |
| 1946/47 | Royal Charleroi | Belgia | Division 1         | 32    | 3    |
| 1947/48 | Royal Charleroi | Belgia | Division d'Honneur | 30    | 0    |
| 1948/49 | Royal Charleroi | Belgia | Division d'Honneur | 29    | 0    |
| 1949/50 | Royal Charleroi | Belgia | Division d'Honneur | 18    | 0    |
| 1950/51 | Royal Charleroi | Belgia | Division d'Honneur | 30    | 1    |
| 1951/52 | Royal Charleroi | Belgia | Division d'Honneur | 30    | 0    |
| 1952/53 | Royal Charleroi | Belgia | Division 1         | 30    | 0    |
| 1953/54 | Royal Charleroi | Belgia | Division 1         | 30    | 0    |
| 1954/55 | Royal Charleroi | Belgia | Division 1         | 29    | 0    |
| 1955/56 | Royal Charleroi | Belgia | Division 1         | 7     | 0    |
| 1956/57 | RAEC Mons       | Belgia | Division 3B        | 22    | 2    |
| 1957/58 | RAEC Mons       | Belgia | Division 3B        | 25    | 0    |

## Kariera reprezentacyjna
W reprezentacji Belgii Henriet zadebiutował 17 marca 1940 w wygranym 7:1 towarzyskim meczu z Holandią, rozegranym w Antwerpii. Od 1940 do 1949 rozegrał w kadrze narodowej 15 meczów.